# Organotrofia
Organotrofia – sposób odżywiania polegający na pozyskiwaniu wodoru lub elektronów z substancji organicznych. Przeciwieństwem organotrofii jest litotrofia.
Wśród heterotrofów chemoorganoheterotrofami są zwierzęta, grzyby, wiele bakterii, archeonów, a fotoorganoheterotrofami są niektóre bakterie purpurowe, niektóre bakterie zielone i heliobakterie. Wśród autotrofów fotoorganoautotrofami są purpurowe bakterie bezsiarkowe.